# Enrique III de Reuss-Lobenstein
Enrique III de Reuss-Lobenstein (en alemán: Heinrich III Graf Reuss zu Lobenstein; 16 de diciembre de 1648, Bad Lobenstein; 24 de mayo de 1710, Gera) fue un miembro de la familia Reuss de "la línea joven", fue señor (1671 -1673) y conde (1673-1710) de Reuss-Lobenstein. Fue el sexto conde y señor de Plauen, Greiz, Kranichfeld, Gera-Schleiz y se convirtió en conde imperial el 26 de agosto de 1673.

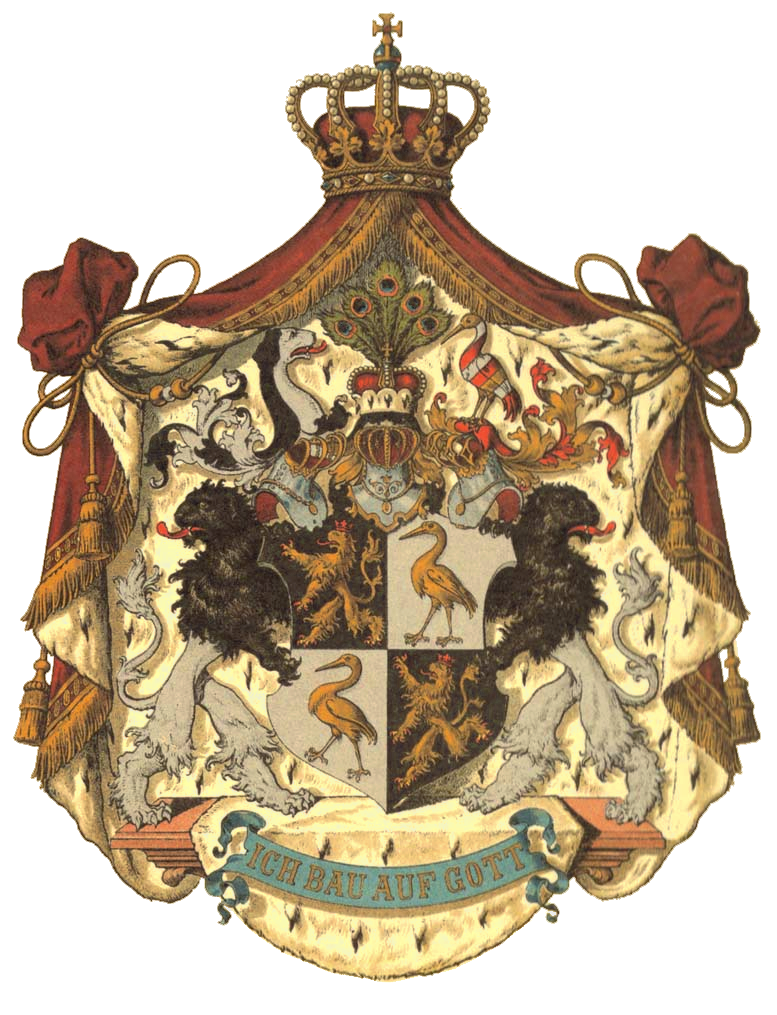
Armas de la línea menor de Reuss

## Vida
Era el hijo mayor, de tres hijos, del Conde Enrique X de Reuss-Lobenstein (1621-1671) y de su esposa María Sibilla von Reuss-Plauen (1625-1675), hija de Enrique IV de Reuss-Obergreiz, de la "línea vieja" (1597-1629) y Juliana Isabel de Daun-Kneufwiler von Wildgraf (1602-1653).
Tras la muerte de su padre (1671), él y sus hermanos, Enrique VIII y Enrique X administraron juntos las propiedades, que luego dividieron en nuevas sublíneas. La rama Lobenstein se extinguió en la línea masculina en 1853.
Enrique III murió a la edad de 61 años el 24 de mayo de 1710 en Gera y fue enterrado en Lobenstein, siendo sucedido por su hijo Enrique XV de Reuss-Lobenstein.

## Matrimonio y descendencia
Enrique III se casó el 22 de octubre de 1673 en Lobenstein con María Cristiana de Leiningen-Westerburg (28 de enero de 1650, Westerburg - 19 de noviembre de 1714, Lobenstein o 17 de enero de 1740), hija del conde Jorge Guillermo de Leiningen-Westerburg (1619-1695) y de la condesa Sofía Isabel de Lippe-Detmold (1626-1688). Tuvieron 14 hijos:
- Enrique XV (24 de septiembre de 1674, Lobenstein - 12 de mayo de 1739, Lobenstein), casado el 21 de julio de 1701 en Waldenburg con la condesa Ernestina Eleonora de Schönburg-Waldenburg-Hartenstein (2 de noviembre de 1677 - 2 de agosto de 1741), hija del conde Otón Luis de Schönburg-Hartenstein (1643-1701) y Sofía Magdalena de Leiningen-Westerburg (1651-1726)
- Sofía María (12 de noviembre de 1675, Lobenstein - 16 de julio de 1748, Lobenstein), soltera
- Enrique XVII (13 de diciembre de 1676, Lobenstein - 21 de septiembre de 1706, Trento), casado el 27 de mayo de 1699 c. en Lobenstein con la condesa Leonor Sofía de Gich-Turnau (29 de marzo de 1677 - 31 de diciembre de 1722)
- Cristiana Isabel (16 de enero de 1678, Lobenstein -16 de enero de 1757, Lobenstein)
- Enrique XXI (12 de marzo de 1679, Lobenstein - 21 de julio de 1702, por heridas en batalla), coronel en Polonia
- Enrique XXIII (21 de octubre de 1680 - 20 de octubre de 1723), coronel en Hesse-Kassel, casado el 28 de julio de 1716 en Halberstadt con Frauin Beata Henrietta von Zoellenthal (16/26 de julio de 1696 - 22 de agosto de 1757
- Enrique XXVI de Reuss-Lobenstein-Selbitz (16 de diciembre de 1681, Lobenstein - 21 de junio de 1730, Seelbitz), casado el 31 de marzo de 1715 en Seelbitz, Baviera, con la condesa Juliana Rebeca von Tattenbach (31 de agosto de 1692 - 10 de septiembre de 1739)
- Enrique XXVIII (11 de febrero de 1683, Lobenstein - 8 de julio de 1683, Lobenstein)
- Guillermina Cristiana (16 de mayo de 1684, Lobenstein - 29 de septiembre de 1753, Ebersdorf)
- Antonia Sofía Magdalena (22 de agosto de 1685 - 20 de marzo de 1758, Lobenstein)
- Juana Augusta (8 de octubre de 1686 - 8 de mayo de 1712, Lobenstein)
- Emilia Juliana (4 de septiembre de 1688, Lobenstein - 11 de noviembre de 1689, Lobenstein)
- Emilia Leonor (29 de diciembre de 1689, Lobenstein - 9 de julio de 1730, Lobenstein)
- Ana Sofía (24 de octubre de 1691, Lobenstein - 22 de enero de 1723, Waldenburg)